# Diarthrodes aegideus
Diarthrodes aegideus är en kräftdjursart som först beskrevs av Alessandro Brian 1927.  Diarthrodes aegideus ingår i släktet Diarthrodes och familjen Thalestridae. Inga underarter finns listade i Catalogue of Life.